# Wolfram Huke
Wolfram Huke (* 1981 in Mühlhausen/Thüringen) ist ein deutscher Filmemacher.

## Werdegang
Huke absolvierte seinen Zivildienst in Krakau, wo er ehemalige KZ-Gefangene pflegte. Er studierte Philosophie und Regie in München und machte eine Ausbildung zum Journalisten.

## Filme
Als Absoluter Beginner mit Love-shyness (Erwachsene, die noch nie eine Liebesbeziehung erlebten) drehte er in seinem 30. Lebensjahr einen Dokumentarfilm, um der Frage nachzugehen, warum er in seinem Leben bisher noch nie in einer partnerschaftlichen Beziehung war; um sich und seine Bemühungen zu ergründen. Love Alien, über den Zeitraum eines Jahres entwickelt, hatte seine Kinopremiere bei den Hofer Filmtagen im Oktober 2012 und seine Fernsehpremiere am 10. Dezember 2013 im Bayerischen Fernsehen.

## Bücher
Ende Oktober 2016 erschien Hukes Buch Love Alien - Warum ich erst mit 31 Sex hatte... und das mit der Liebe so verdammt kompliziert ist, das seinen Dokufilm sowie die Zeit davor und danach thematisiert.